# Fiebre de carnaval
Fiebre de carnaval es la primera novela de la escritora ecuatoriana Yuliana Ortiz, publicada en octubre de 2022 de forma simultánea por las editoriales La Navaja Suiza y Recodo Press. La obra tiene como protagonista a Ainhoa, una niña de ocho años que habita en el Esmeraldas de finales de la década de 1990 y que recuenta la vida de su familia y sus costumbres en medio de la violencia, la pobreza y la música popular de su entorno.
La obra fue bien recibida por la crítica y recibió galardones como el Premio Joaquín Gallegos Lara a la mejor novela ecuatoriana del año y el Premio a la Ópera Prima IESS a la mejor primera novela. Entre las temáticas que explora se encuentran la cultura afroecuatoriana, la migración, la crisis económica de Ecuador de 1999, la violencia, el abuso sexual y el embarazo infantil.
Estructuralmente, el libro está formado por 16 capítulos que funcionan como estampas en que la protagonista va contando distintos eventos personales o de sus familiares. La obra está narrada en primera persona e inicia con dos epígrafes, uno de Junot Díaz y el otro de Severo Sarduy. Es además notoria por el uso de jerga y neologismos como forma de reproducir el habla de las poblaciones afrodescendientes de la costa ecuatoriana.

## Argumento
Ainhoa es una niña que vive en el barrio Guacharaca de la ciudad de Esmeraldas en una gran casa junto a varios miembros de su familia, quienes llegaron a la ciudad desde el poblado de Limones. De naturaleza curiosa, Ainhoa empieza a contar la historia de distintos miembros de su familia. Un rol central en la casa lo tenían sus tías, quienes sentían un intenso terror hacia su abuelo debido a su carácter abusivo. Luego de un arranque violento por parte de su abuelo cuando una de sus tías recibía una serenata, el padre de Ainhoa decide mudarse con ella, su madre y su hermana menor a una casa solo para ellos, aunque la construcción de la misma se aplaza en reiteradas ocasiones.
Una noche, Ainhoa ve a su abuelo entrar a su cuarto con un fierro entre sus manos y luego meterse a la cama con ella. Poco después Ainhoa enferma y empieza a sufrir de una fiebre recurrente, sin que nada la haga mejorar. Cuando llega el carnaval, Ainhoa sale de su casa y se pierde en medio del alcohol, los bailes y el sexo desenfrenado en que se sume la ciudad. Distintos hombres intentan atraerla, pero ella los esquiva y vuelve a su casa al día siguiente. Ainhoa despierta afiebrada tiempo después y se descubre en el patio de su casa, con sus familiares a su alrededor llorando y dándole hierbas medicinales, mientras la recorre un intenso ardor y un flujo constante de sangre brota de entre sus piernas con el que siente que se le va la vida.

## Escritura

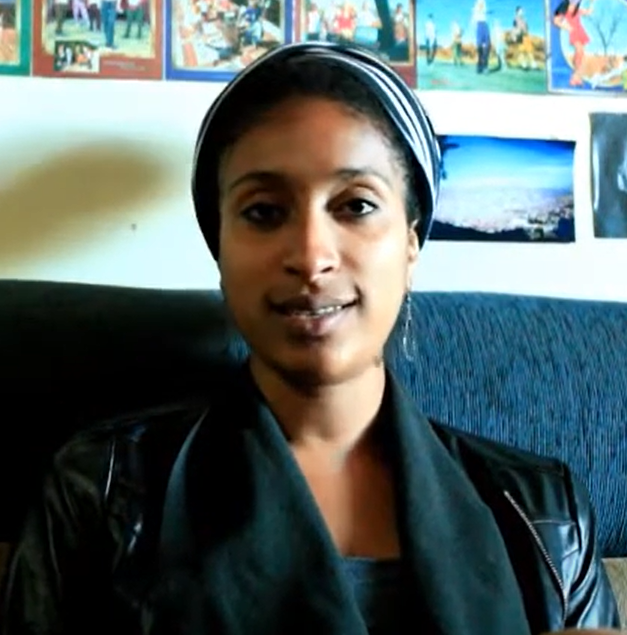
Yuliana Ortiz en 2016.

Por alrededor de cuatro años, Ortiz estuvo trabajando la idea original de la novela. Sin embargo, no fue hasta el confinamiento por la pandemia de COVID-19 en 2020 que inició la escritura. Entre las ideas que influyeron en la obra estuvieron las de Kodwo Eshun, teórico afrobritánico que aborda el concepto de la música de los tiempos de crisis, y que inspiró a Ortiz en el rol importante que tiene la música en la novela como forma de escape de los personajes, en tiempos en que Ecuador sufría una aguda crisis económica.
Otra influencia en la obra fue Kamau Brathwaite, académico de Barbados que explora el «lenguaje nación» que se formó en las comunidades afrodescendientes esclavizadas en el área del Caribe y que poco a poco fue desapareciendo con el tiempo. Ortiz leyó sobre estas ideas en 2018 y decidió recuperar en su obra el lenguaje nación afroecuatoriano, por lo que el habla de la protagonista carece de palabras formales y está poblado de jergas. Para recuperar este lenguaje tradicional, Ortiz empezó a hablar con familiares, amigos y otros habitantes de Esmeraldas. La música popular tiene así mismo un rol importante en la obra y fragmentos de la letra de canciones de ritmos afrodescendientes pueblan el texto.
Aunque la trama de la novela es ficticia, comparte algunos aspectos de la vida de la propia autora, como el contar con una protagonista cuya familia es originaria de Limones, pero que se establecieron en la ciudad de Esmeraldas. Algunos personajes comparten además rasgos y nombres de familiares de Ortiz, entre ellos Mama Doma, quien fue su bisabuela y fue curandera.

## Análisis
A través de la mirada de Ainhoa, la novela explora temáticas como la violencia patriarcal, la misma que lleva a los personajes femeninos a crear ambientes de sororidad como mecanismo de defensa. Este ambiente hostil hacia las mujeres se expresa en la novela desde el enamoramiento, donde los hombres buscan la posesión de las mujeres y hace que ellas deseen no ser nunca objeto de atención. De acuerdo a la autora, su intención al crear la voz narrativa de la protagonista era también abordar cómo un cuerpo que ha sufrido abuso puede generar un lenguaje como forma de sobrevivir al trauma. En la novela, esto se ve ejemplarizado con la violación que sufre Ainhoa a manos de su abuelo, conocido como el papi Chelo. La violencia que este personaje ejerce sobre la familia y la ansiedad ante su crecimiento, es narrada por la protagonista en los siguientes términos:

Tengo terror de dejar a mis ñañas solas, con mi papi Chelo que amenaza con volver en cualquier momento, como un fantasma de carne y hueso, a comérseles los cuerpos y las sonrisas. Tengo inflamada la cabeza pensando en mi próxima edad, la edad de hacerme mujer, de ganar estatura, de que brote el culo y los contornos se redondeen. No quiero que mi cuerpo se curve, prefiero pensar en la urgencia que me late de convertirme en mi árbol de guayaba (…), crecer tranquila, hacia la profundidad del sol sin que me jodan la existencia.

La figura del carnaval tiene un rol central en la novela como un momento de liberación en que las personas afrodescendientes se despojan de las apariencias y se sumen en una fiesta de rebeldía, como un símbolo del goce. En la obra, la protagonista señala que en Esmeraldas el carnaval no solo era en febrero, sino que iniciaba en diciembre y que era «la puerta abierta hacia el desvarío, la locura y la joda eterna. Como si alguien abriera una llave de farra que no solo nunca se cierra, sino que se rebosa, se sale de los baldes». Sobre este punto, la autora afirmó, durante una presentación del libro, que el carnaval era la «fiesta en donde se puede ser plenamente negro». Este aspecto tiene paralelos en obras como Juyungo (1943), novela de Adalberto Ortiz que también presenta el ambiente festivo y musical de las celebraciones en las poblaciones afrodescendientes ecuatorianas. Sin embargo, en Fiebre de carnaval, además de alegría, la fiesta es a la vez el espacio en que aflora la violencia y el machismo.

## Recepción
La obra fue bien recibida por la crítica. Entre los reconocimientos que obtuvo se encuentra el Premio Joaquín Gallegos Lara a la mejor novela ecuatoriana del año, que le fue otorgado en 2023 por la municipalidad de Quito, así como el Premio a la Ópera Prima IESS, otorgado por el Instituto Italo - Latino Americano a la mejor primera novela de escritores latinoamericanos menores de 35 años, y cuyo jurado destacó «el registro fuertemente popular y los destellos de sorprendente lirismo» de la obra. Fue también incluida como uno de los libros recomendados de 2022 por la edición en español de la revista Vanity Fair, que la calificó de «ideal para escapar del frío invernal y las lecturas insípidas», y señalada como novela favorita del año por escritores como Mónica Ojeda, quien la llamó «brillante» y destacó su «ritmo que goza y baila encima de la violencia».
La reseña del diario digital Infobae, escrita por Pilar Martín, resaltó la visión alegre que da la novela de la vida al mismo tiempo que presenta los horrores de las realidades latinoamericanas. También comparó la novela con las obras de Alejo Carpentier, Yolanda Pizarro y Rita Indiana, y afirmó que «derrocha Caribe». Emiliano Monge, en la reseña del diario El País, se centró en el carácter musical del texto y lo emparejó en ese aspecto a la novela Chamanes eléctricos en la fiesta del sol (2024), de Mónica Ojeda, al afirmar que ambos libros alumbraban «nuevos sentidos». Este aspecto musical también fue destacado por Juan Manuel Mannarino, en la reseña de Página/12, y por el escritor ecuatoriano Eduardo Varas.
La escritora María Fernanda Ampuero también alabó la novela y afirmó que era: «un prodigio en fondo y forma, es caótico y hermoso, es pura vida y pura destrucción y es, sobre toda las cosas, un libro indispensable para entender los horrores que albergan los techos y las paredes de las casas». En particular, Ampuero destacó el abordaje del peligro al que se enfrentan las niñas al crecer. Mariella Toranzos, del diario Expreso, se refirió así mismo de forma positiva de la novela y la caracterizó como una obra en que «la belleza y la música dan vida, y el ruido de la violencia lo contamina todo».
El escritor y académico Raúl Vallejo, por su lado, resaltó la «estremecedora belleza poética» de la obra y la posicionó en la tradición de obras centradas en la experiencia afroecuatoriana, como Juyungo (1943). Al igual que Vallejo, la periodista cultural Clara Medina también destacó la posición de la novela como heredera de la tradición de autores afroecuatorianos, a la vez que la llamó «libro potente» y «original apuesta».